# Mohamed Saïd Fofana
Mohamed Said Fofana (Forécariah, 1952) é um político da Guiné.
Em dezembro de 2010, ele foi nomeado primeiro-ministro pelo presidente Alpha Condé. Fofana renunciou em janeiro de 2014, mas foi reconduzido ao cargo dias depois.Demitiu-se em dezembro de 2015.